# المحاورة (بعدان)

تعديل مصدري - تعديل

المحاورة هي إحدى قرى عزلة سير بمديرية بعدان التابعة لمحافظة إب، بلغ تعداد سكانها 379 نسمة حسب تعداد اليمن لعام 2004.